# Phường 26
Phường 26 là một phường thuộc quận Bình Thạnh, Thành phố Hồ Chí Minh, Việt Nam.
Phường 26 có diện tích 1,32 km², dân số năm 2021 là 38.991 người,  mật độ dân số đạt 29.538 người/km².